# شينجوكو (محطة)

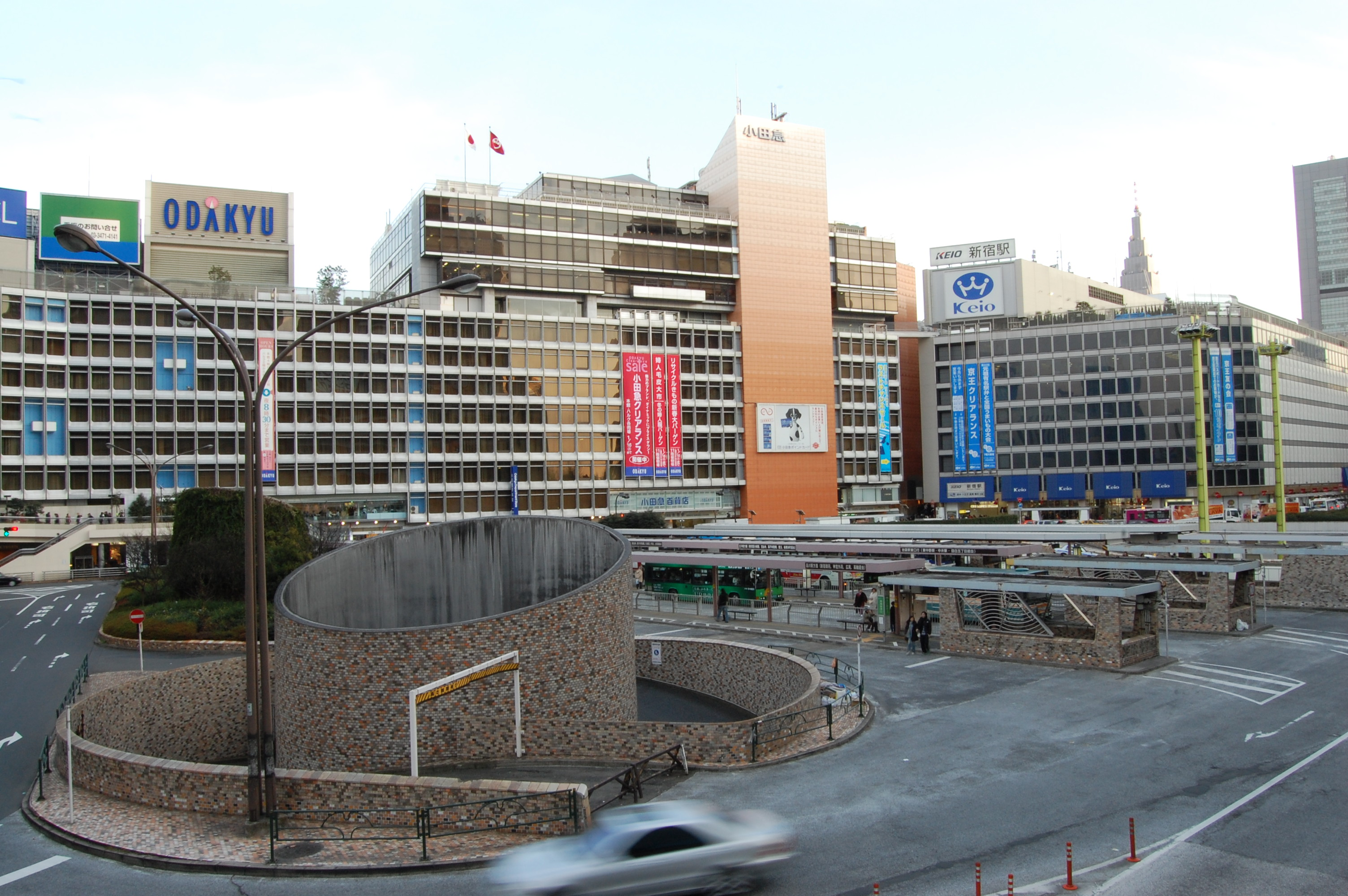
المخرج الغربي لمحطة شينجوكو

محطة شينجوكو (باليابانية: 新宿駅، شينجوكو-إكي) هي محطة قطار تقع في اليابان، وتحديداً في أحياء شينجوكو وشيبويا في طوكيو.
تعتبر محطة شينجوكو المحور الرئيسي الذي يربط وسط طوكيو بضواحيها الغربية من خلال قطارات شبك المدن (بالإنجليزية:  Inter-city rail)‏، وقطارات الركاب اليومية (بالإنجليزية:  Commuter rail)‏، وقطارات الربط السريع «المترو». في عام 2007، استخدم المحطة 3.64 مليون مسافر يومياً، مما يجعلها أكثر المحطات ازدحاماً في العالم من حيث عدد المسافرين، وهذا الرقم مسجل لها في موسوعة غينيس للأرقام القياسية. إذا أخذ بالحسبان الرواق السفلي «التحت أرضي»، فللمحطة أكثر من 200 مخرج.

## الخطوط
- شركة شرق اليابان للسكك الحديدية (JR-East)
  - خط يامانوته (Yamanote Line)
  - خط تشوأو الرئيسي «ليمتد اكسبرس» (Chūō Main Line)
  - خط تشوأو السريع (Chūō Rapid Line)
  - خط تشوأو-سوبو (Chūō-Sōbu Line)
  - خط شونان-شينجوكو (Shōnan-Shinjuku Line)
  - خط سايكيو (Saikyō Line)
- شركة أوداكيو للسكك الحديدية الكهربائية (Odakyu Electric Railway)
  - خط أوداكيو-أوداوارا (Odakyu Odawara Line)
- شركة كيو (Keio Corporation)
  - خط كيو (Keiō Line)
  - خط كيو الجديد (Keiō New Line)
- شركة مترو طوكيو (Tokyo Metro)
  - خط مارونوأوتشي (Marunouchi Line)
- شركة تويي لقطارات الأنفاق (Toei Subway)
  - خط تويي-شينجوكو (Toei Shinjuku Line)
  - خط تويي-أويدو (Toei Ōedo Line)

## المرافق

### شركة شرق اليابان للسكك الحديدية (JR-East)

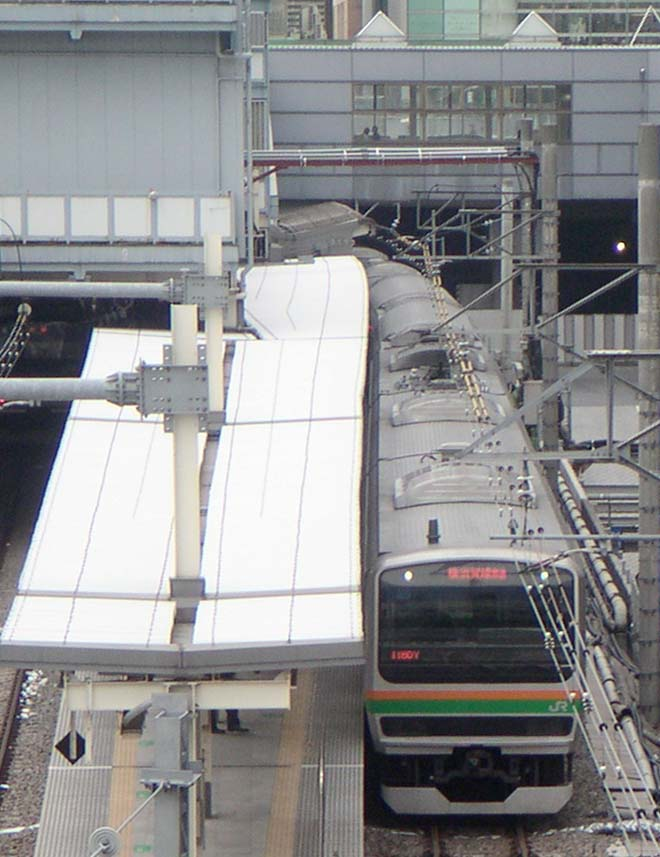
رصيف 1 و 2 (خط سايكيو وخط شونان-شينجوكو في مايو 2005)

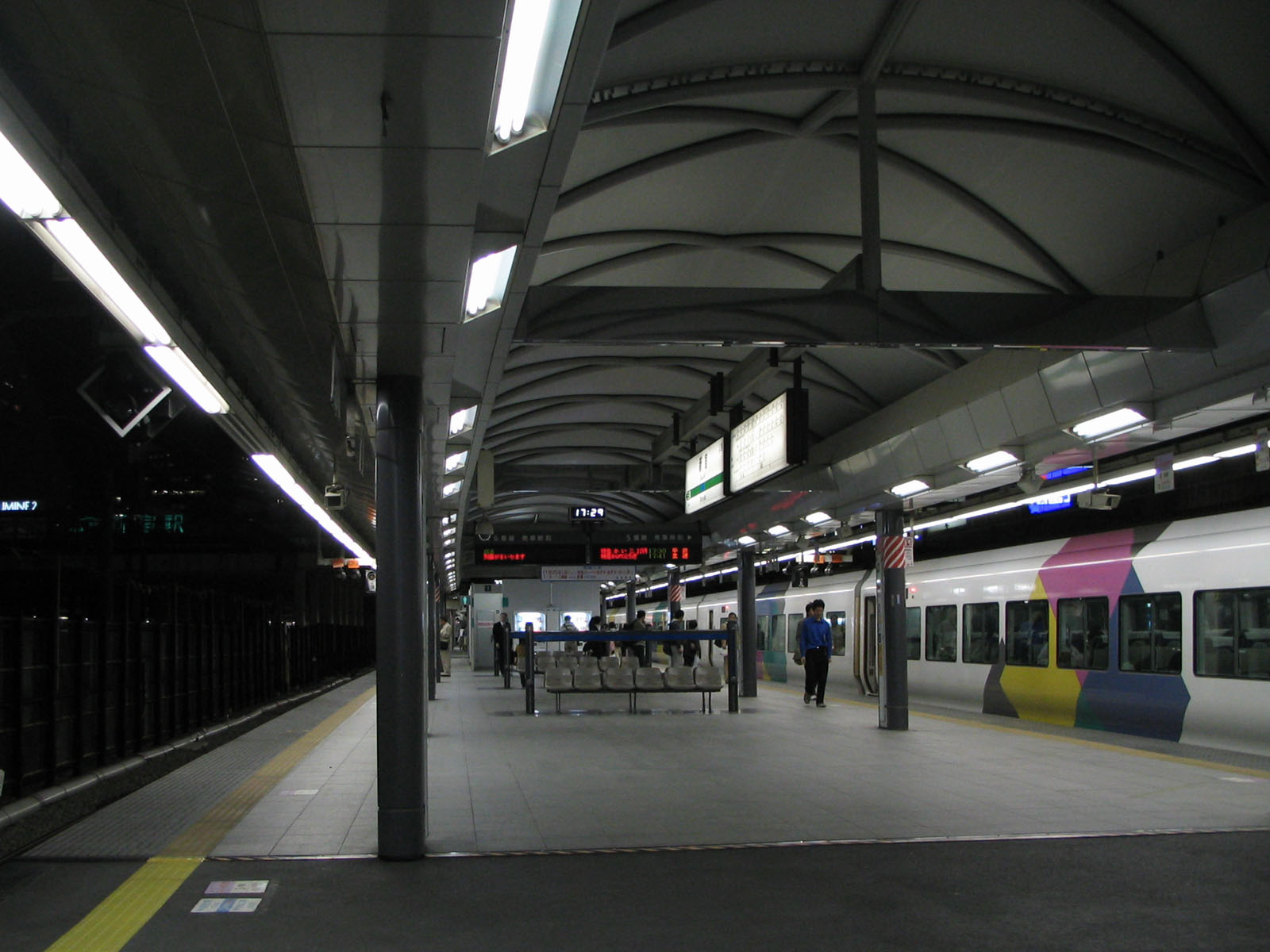
رصيف 5 و 6 (في نوفمبر 2007)

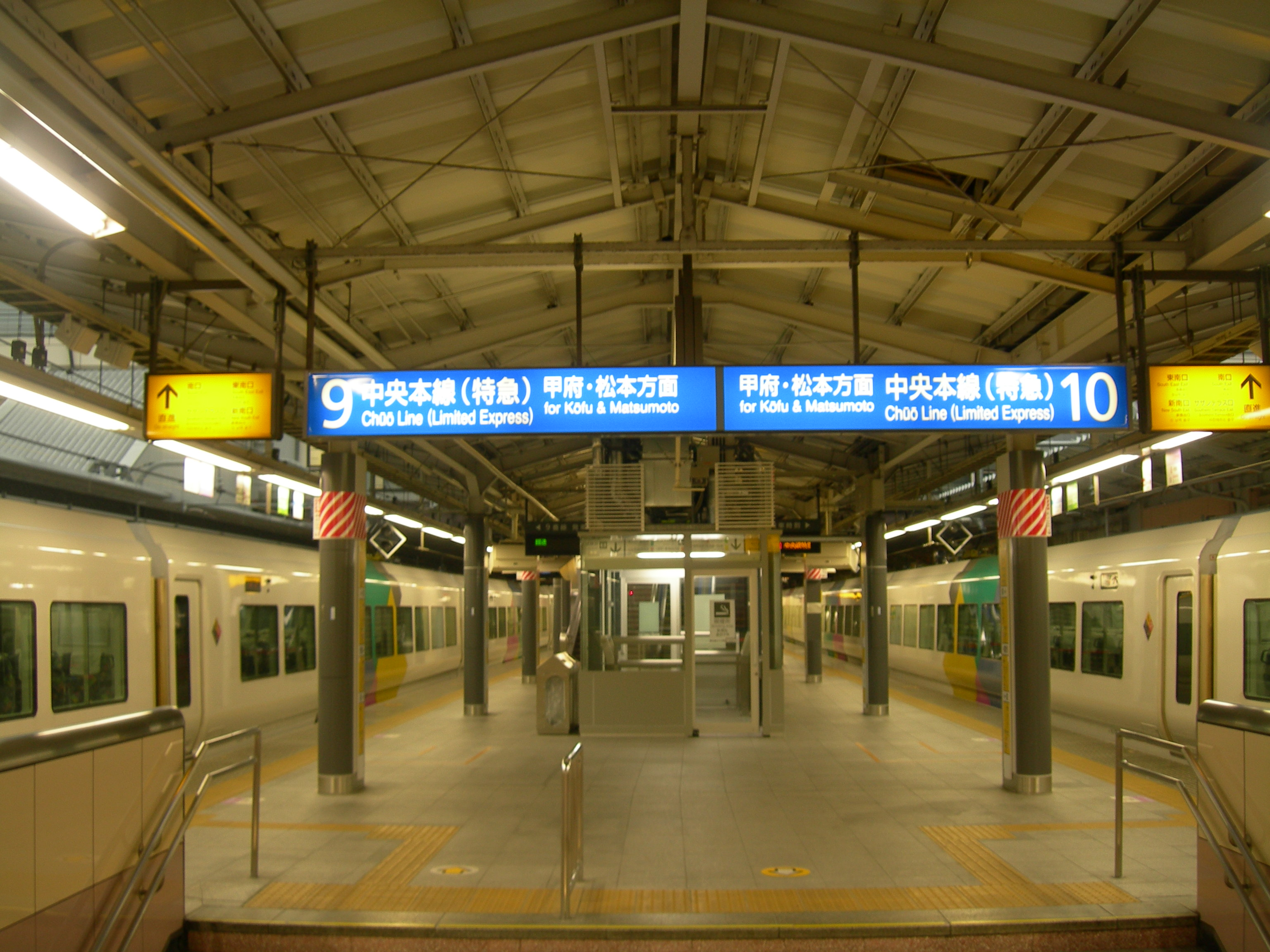
رصيف 9 و 10 (خط تشوأو الرئيسي "ليمتد اكسبرس" في إبريل 2008)

تحتوي المحطة على مرافق مخصصة لخطوط شركة شرق اليابان للسكك الحديدية. من ضمنها 8 جزر وسطية تخدم 16 خط سكة حديدية موجودة في الطابق الأرضي من المحطة. يستخدم هذه المرافق ما معدله 1.5 مليون راكب يومياً.
| رقم الرصيف | الخط                                                 | الوجهة                                     |
| ---------- | ---------------------------------------------------- | ------------------------------------------ |
| 1          | ■خط سايكيو ・ خط رنكايمباشر                          | شيبويا・أوساكي・شين-كيبا                   |
| 1          | ■خط شونان-شينجوكو (خط توكايدو・خط يوكوسكامباشر)      | يوكوهاما・أوفونا・أوداوارا・زوشي           |
| 2          | ■خط سايكيو ・ خط رنكايمباشر                          | شيبويا・أوساكي・شين-كيبا                   |
| 2          | ■خط سايكيو                                           | إكه-بوكورو・أومييا・كاواجوئه(فقط أول قطار) |
| 3          | ■خط سايكيو                                           | إكه-بوكورو・أومييا・كاواجوئه               |
| 4          | ■خط سايكيو                                           | إكه-بوكورو・أومييا・كاواجوئه               |
| 4          | ■خط شونان-شينجوكو (خط أوتسونوميا・خط تاكاساكيمباشر)  | أومييا・أوتسونوميا・تاكاساكي               |
| 5・6       | ■خط ناريتا اكسبرسليمتد اكسبرس                        | مطار ناريتا الدولي                         |
| 5・6       | ■خط توبوليمتد اكسبرس ومباشر (نيككو/Spacia・كينوغاوا) | توتشيغي・توبو نيككو・كينوغاوا              |
| 7・8       | ■خط تشوأو السريع                                     | أوتشه نو ميزو・طوكيو                       |
| 9・10      | ■خط تشوأو الرئيسيليمتد اكسبرس (أزوسا(سوبر)・كايجي)   | كوفو・ماتسوموتو                            |
| 11・12     | ■خط تشوأو السريع                                     | ناكانو・تاتشيكاوا・تاكاو                   |
| 13         | ■خط تشوأو-سوبومحلي                                   | سوييدوباشي・أكيهابارا・تشيبا               |
| 14         | ■خط يامانوته                                         | هاراجوكو・شيبويا・شيناجاوا                 |
| 15         | ■خط يامانوته                                         | إكه-بوكورو・تاباتا・أوينو                  |
| 16         | ■خط تشوأو-سوبومحلي                                   | هيجاشي ناكانو・ناكانو・ميتاكا              |

### شركة أوداكيو للسكك الحديدية الكهربائية

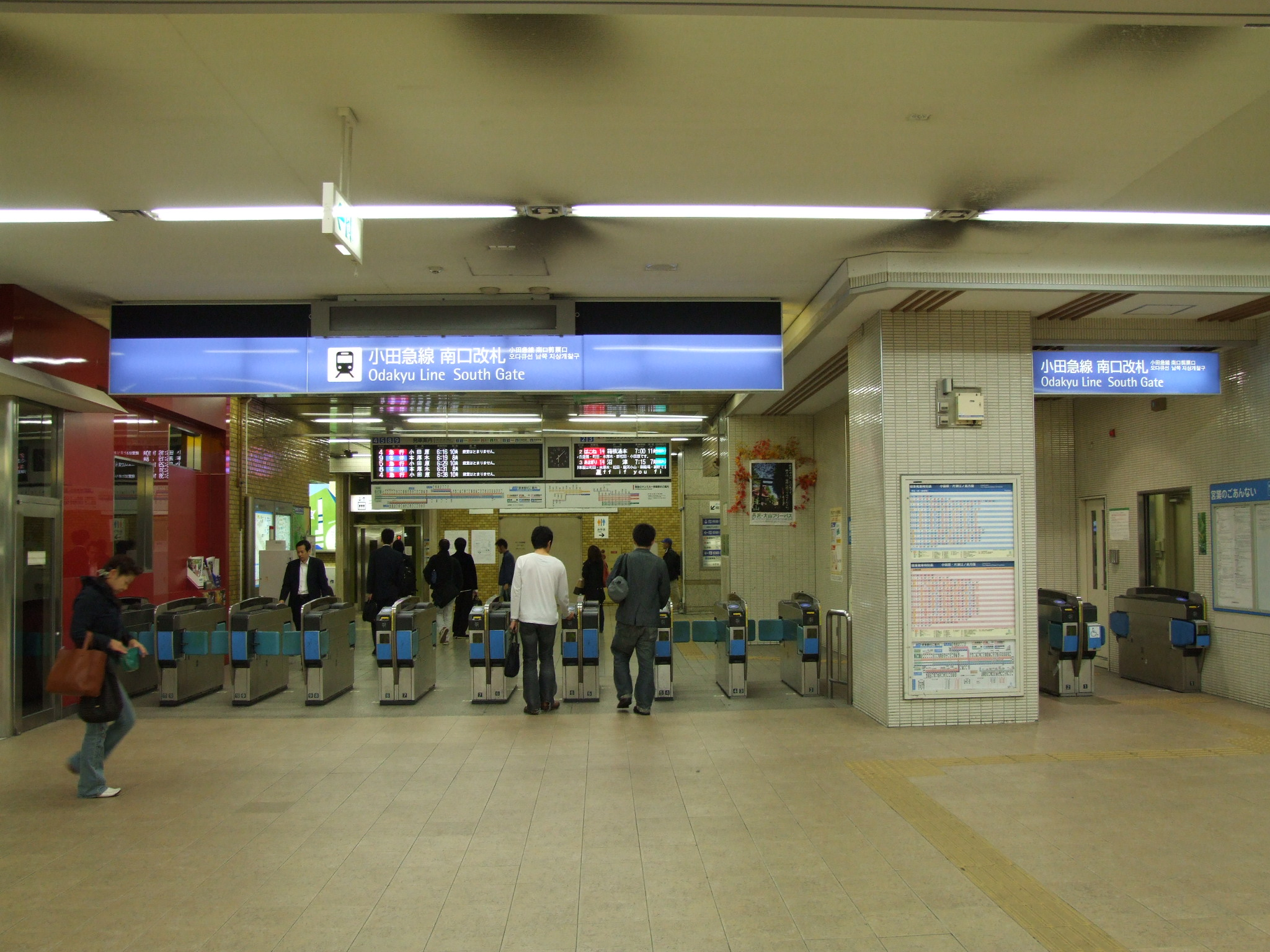
بوابة التذاكر لشركة أوداكيو للسكك الحديدية الكهربائية (المدخل الجنوبي)

تتواجد مرافق شركة أوداكيو في الجهة الغربية من المحطة، موازيةً لمرافق شركة شرق اليابان للسكك الحديدية، ويستخدمها ما معدله 490,000 راكب يومياً. بنيت هذه المرافق في طابقين تحت متجر أوداكيو متعدد الأقسام، بحيث تخدم المسافرين من خلال 10 أرصفة، فلكل سكة رصيفين: واحد للتحميل والآخر للتنزيل.
| رقم الرصيف | الخط                                                               | الوجهة                                       | ملاحظات           |
| ---------- | ------------------------------------------------------------------ | -------------------------------------------- | ----------------- |
| 1          | يستخدم لتنزيل الركاب ※موقوف عن العمل بسبب أعمال البناء في جسر كوشو | أوداوارا・هاكونه يوموتو・فوجي ساوا・كاراكيدا | الطابق الأرضي     |
| 2          | ■رومانس كارليمتد اكسبرس                                            | أوداوارا・هاكونه يوموتو・فوجي ساوا・كاراكيدا | الطابق الأرضي     |
| 3          | ■رومانس كارليمتد اكسبرس +يستخدم لتنزيل الركاب                      | أوداوارا・هاكونه يوموتو・فوجي ساوا・كاراكيدا | الطابق الأرضي     |
| 4・5       | ■اكسبرس سريع・■اكسبرس・■اكسبرس محلي                                | أوداوارا・هاكونه يوموتو・فوجي ساوا・كاراكيدا | الطابق الأرضي     |
| 6          | يستخدم لتنزيل الركاب                                               | أوداوارا・هاكونه يوموتو・فوجي ساوا・كاراكيدا | الطابق الأرضي     |
| 7          | يستخدم لتنزيل الركاب                                               | شين-يوريجاأوكا・ساجامي-أوهنو・هون-أتسوجي     | الطابق التحت أرضي |
| 8・9       | ■اكسبرس محلي・■محلي                                                | شين-يوريجاأوكا・ساجامي-أوهنو・هون-أتسوجي     | الطابق التحت أرضي |
| 10         | يستخدم لتنزيل الركاب                                               | شين-يوريجاأوكا・ساجامي-أوهنو・هون-أتسوجي     | الطابق التحت أرضي |

### شركة كيو

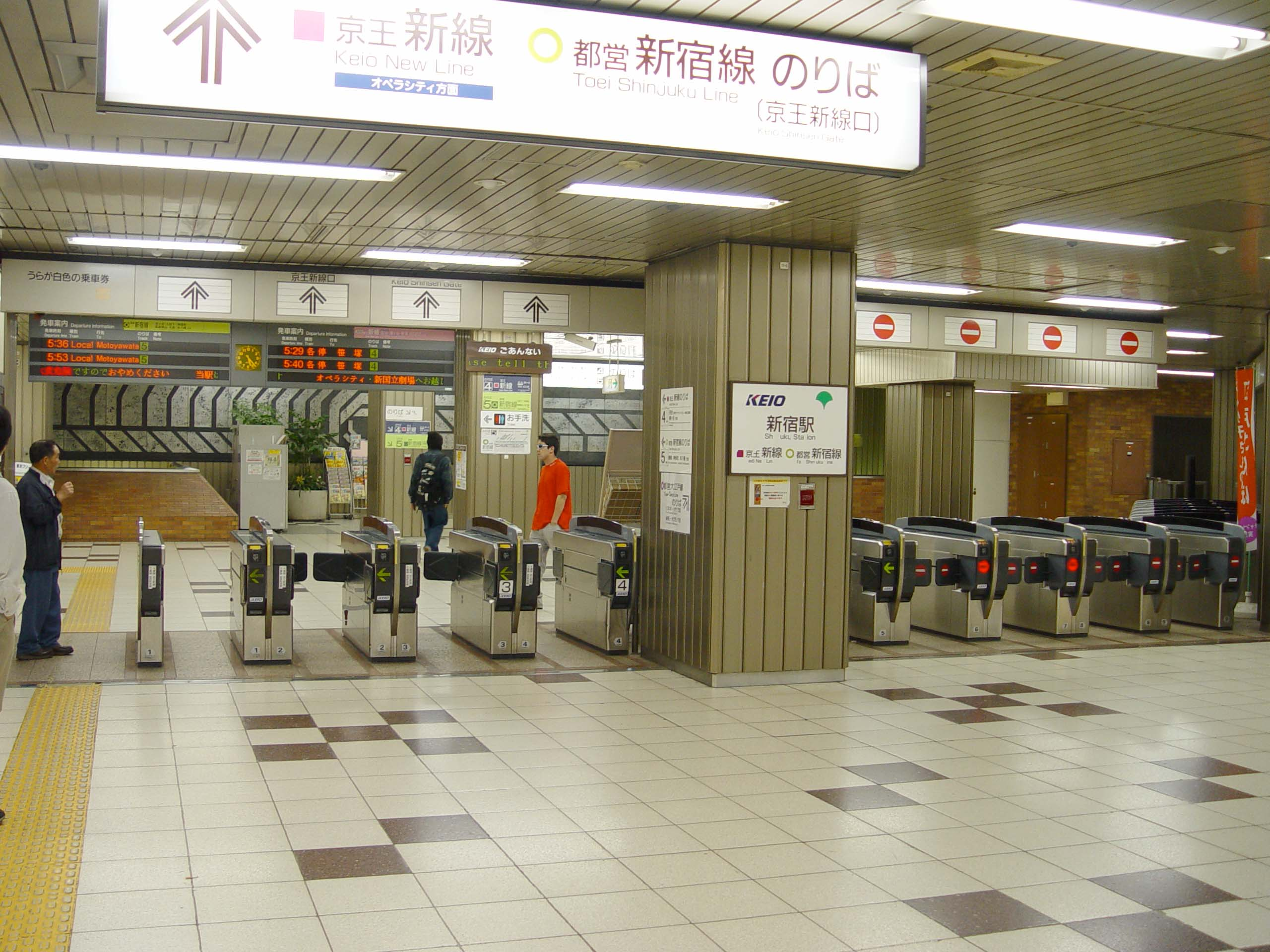
بوابة التذاكر لخط كيو الجديد وخط تويي-شينجوكو(في يونيو 2005)

تتواجد مرافق وملتقى خطوط شركة كيو غرب مرافق شركة أوداكيو، موزعة على طابقين تحت المستوى الأرضي. وتتألف من 3 أرصفة مرقمة تمتد من الشمال إلى الجنوب، وتخدم هذه المرافق ما معدله 720,000 راكب يومياً، مما يجعلها الأكثر إزدحاما من بين المرافق المملوكة للقطاع لخاص.
| رقم الرصيف | الخط                                                             | الوجهة                                                             |
| ---------- | ---------------------------------------------------------------- | ------------------------------------------------------------------ |
| 1          | ■محلي                                                            | ميه داي ماي・تشوفو・هاشيموتو・فوتشو كيو-هاتشي-أوجي・تاكاوسان-غوتشي |
| 2          | ■اكسبرس・■كوميوتر سريع・■سريع・■محلي                             | ميه داي ماي・تشوفو・هاشيموتو・فوتشو كيو-هاتشي-أوجي・تاكاوسان-غوتشي |
| بدون       | يستخدم لتنزيل الركاب                                             | ميه داي ماي・تشوفو・هاشيموتو・فوتشو كيو-هاتشي-أوجي・تاكاوسان-غوتشي |
| 3          | ■ليمتد اكسبرس・■ليمتد اكسبرس جزئي・■اكسبرس・■كوميوتر سريع・■سريع | ميه داي ماي・تشوفو・هاشيموتو・فوتشو كيو-هاتشي-أوجي・تاكاوسان-غوتشي |

### شركة مترو طوكيو

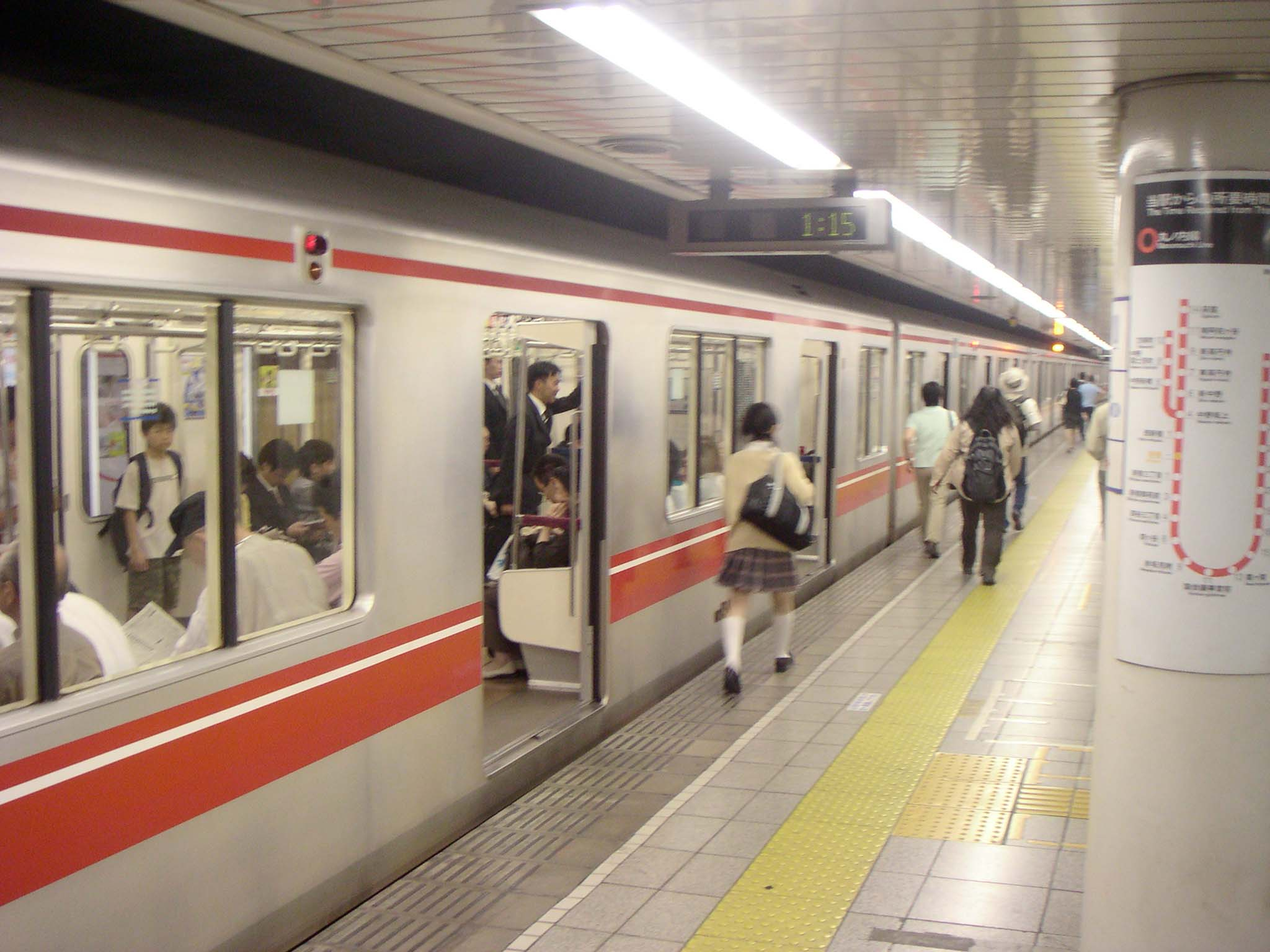
رصيف خط مارونوأوتشي (في مايو 2005)

توفر شركة مترو طوكيو للركاب رصيفين يمتدان من الشرق إلى الغرب، ويقعان إلى الشمال من مرافق شركتي شرق اليابان وأوداكيو.
| رقم الرصيف | الخط            | الوجهة                                                                      |
| ---------- | --------------- | --------------------------------------------------------------------------- |
| 1          | ○خط مارونوأوتشي | ناكانو-ساكاأويه・أوجيكوبو・هاناتشو(من خلال التغيير في محطة ناكانو-ساكاأويه) |
| 2          | ○خط مارونوأوتشي | اكاساكا-ميتسوكه ・غينزا・أوته-ماتشي・إكه-بوكورو                             |

### شركة تويي لقطارات الأنفاق

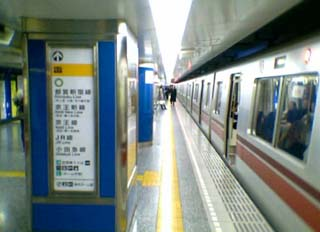
رصيف خط تويي-أويدو (في فبراير 2005)

توجد مرافق شركة تويي في جزأين، الأول مشترك مع شركة كيو وبه رصيفين، والآخر مخصص لشركة تويي (و يعتبر الرئيسي) وبه رصيفين.
| رقم الرصيف | الخط             | الوجهة                                                     | ملاحظات                                      |
| ---------- | ---------------- | ---------------------------------------------------------- | -------------------------------------------- |
| 4          | ■خط كيو الجديد   | هاتسوداي・هاتاجايا・ساسازوكا・ميه داي ماي・تشوفو・هاشيموتو | يقع في الجزء المشترك بين شركة تويي وشركة كيو |
| 5          | ○خط تويي-شينجوكو | إتشي-جايا・جينبوتشو・باكورو-يوكوياما・أوشيما・موتوياواتا   | يقع في الجزء المشترك بين شركة تويي وشركة كيو |
| 6          | ○خط تويي-أويدو   | روبونجي・داي-مون                                           | يقع في الجزء المخصص لشركة تويي               |
| 7          | ○خط تويي-أويدو   | توتشوماي・هيكاري-جا-أوكا                                   | يقع في الجزء المخصص لشركة تويي               |

## إحصاءت
الجدول التالي يبين إحصاءت الركاب الداخلين والخارجين من المحطة حسب الشركة العاملة؛ يعني ذلك، أن الركاب المنتقلين من خط لشركة ما إلى خط لشركة أخرى قد تم احتسابهم مرتين.
| الشركة العاملة                               | الشركة العاملة                               | العدد     | السنة المالية | المصدر                       | ملاحظات                                                          |
| -------------------------------------------- | -------------------------------------------- | --------- | ------------- | ---------------------------- | ---------------------------------------------------------------- |
| شركة شرق اليابان للسكك الحديدية              | شركة شرق اليابان للسكك الحديدية              | 1,532,040 | 2008          | 766,020 دخول                 | المحطة الأكثر إزدحاماً في اليابان                                 |
| شركة أوداكيو                                 | شركة أوداكيو                                 | 491,631   | 2008          |                              | أكثر خطوط شركة أوداكيو إزدحاماً                                   |
| شركة كيو                                     | شركة كيو                                     | 748,803   | 2008          |                              | المحطة الأكثر إزدحاماً من بين المحطات المشغلة لشركات القطاع الخاص |
| شركة مترو طوكيو                              | شركة مترو طوكيو                              | 232,044   | 2008          |                              | خامس أكثر محطة إزدحاماً من بين المحطات المشغلة لمترو طوكيو        |
| شركة تويي                                    | خط شينجوكو                                   | 262,688   | 2008          | 135,366 دخول و 132,111 خروج. | المحطة الأكثر إزدحاماً من بين المحطات المشغلة لشركة تويي          |
| شركة تويي                                    | خط تويي-أويدو                                | 130,800   | 2008          | 63,682 دخول و 66,446 خروج    | المحطة الأكثر إزدحاماً من بين المحطات المشغلة لشركة تويي          |
| المحصلة لمحطة شينجوكو                        | المحصلة لمحطة شينجوكو                        | 3,398,006 | 2008          |                              |                                                                  |
| خط سيبو شينجوكو                              | خط سيبو شينجوكو                              | 184,118   | 2008          |                              | متصل من خلال مدينة تحت الأرض                                     |
| محطة شينجوكو-نيشي-غوتشي                      | خط تويي-أويدو                                | 52,889    | 2008          | 27,285 دخول و 25,604 خروج    | متصل من خلال مدينة تحت الأرض                                     |
| محطة توتشوماي                                | خط تويي-أويدو                                | 38,074    | 2008          | 17,668 دخول و 20,406 خروج    | متصل من خلال طريق تحت أرضي.                                      |
| محطة شينجوكو-سان-تشومه                       | خط تويي-شينجوكو                              | 47,842    | 2008          | 23,064 دخول و 24,778 خروج    | متصل من خلال مدينة تحت الأرض                                     |
| محطة شينجوكو-سان-تشومه                       | خط مارونوأوتشي، خط فوكوتوشن                  | 92,492    | 2008          |                              | متصل من خلال مدينة تحت الأرض                                     |
| محطة نيشي-شينجوكو                            | خط مارونوأوتشي                               | 45,670    | 2008          |                              |                                                                  |
| المحصلة لمحطة شينجوكو مع المحطات المتصلة بها | المحصلة لمحطة شينجوكو مع المحطات المتصلة بها | 3,859,091 | 2008          |                              |                                                                  |

## تاريخ
فتحت محطة شينجوكو في عام 1885 كموقف على خط أكابانه - شيناجوا (حالياً جزء من خط يامانوته) التابع لشركة شرق اليابان للسكك الحديدية. وفي ذلك الوقت كان حي شينجوكو هادئاً وغير مكتظ بسبب محدودية الخدمات والوجهات التي كانت تقدمها المحطة. في عام 1889 أضيف خط تشوأو، وتلاه خطوط شركة كيو في عام 1915، فخطوط شركة أوداكيو في عام 1923، ما أدى إلى زيادة ازدحام المحطة. خدمات شركة مترو طوكيو بدأت في عام 1959.
في عام 1967، خرج قطار شحن محمل بوقود طائرات، ومتجهاً إلى قاعدة عسكرية أمريكية في تاتشي-كاوا، عن مساره مما أدى إلى إضرام النيران في سكك حديد خط تشوأو.
في الأعوام 1968 و 1969، كانت المحطة وجهة رئيسية للاعتصامات والاحتجاجات الطلابية، والمرتبطة بالقلق الذي أعقب الحرب.
في الخامس من مايو عام 1995، قام أفراد من طائفة أوم شنريكيو بمحاولة عمل هجوم كيميائي من خلال تنصيب جهاز معبأ بغاز السيانيد في حمام من ضمن مرافق مترو الانفاق في المحطة، إلا أنه قد تم كشفه وتعطيله.
على الرغم من المخططات العديدة لربط محطة شينجوكو بشبكة الشينكانسن، إلا أن أي واحدة لم تنفذ حتى الآن.

## المحطات المتاخمة
شركة شرق اليابان للسكك الحديدية
■خط يامانوته
محطة يويوغي - محطة شينجوكو - محطة شين-أوكوبو
■■خط شونان-شينجوكو・■خط سايكيو
محطة شيبويا - محطة شينجوكو - محطة إكه-بوكورو
■خط تشوأو الرئيسي
■خط تشوأو السريع
محطة يوتسويا - محطة شينجوكو - محطة كوكوبونجي
خط تشوأو السريع «خاص» (أول قطار)
محطة شينجوكو - محطة ميتاكا
تشوأو السريع «خاص»・أومه السريع «خاص»・كميوتر اكسبرس・سريع
محطة يوتسويا - محطة شينجوكو - 	محطة ناكانو
■خط تشوأو-سوبو محلي
محطة يويوغي - محطة شينجوكو - محطة أوكوبو
شركة كيو
■خط كيو
■ليمتد اكسبرس・■ليمتد اكسبرس جزئي
محطة شينجوكومرافق خط كيو - محطة ميه داي ماي
■اكسبرس・■كوميوتر سريع・■سريع・■محلي
محطة شينجوكومرافق خط كيو - محطة ساسازوكا
■خط كيو الجديد・○خط تويي-شينجوكو
■اكسبرس
محطة إتشي-جايا (S 04) (خط تويي-شينجوكو) - محطة شينجوكو الخط الجديد (S 01) - محطة هاتسوداي (خط كيو الجديد)
■كوميوتر سريع・■سريع・■محلي
محطة شينجوكو-سان-تشومه (S 02) (خط تويي-شينجوكو) - محطة شينجوكو الخط الجديد (S 01) - محطة هاتسوداي (خط كيو الجديد)
شركة أوداكيو للسكك الحديدية الكهربائية
■خط أوداوارا
■اكسبرس سريع・■اكسبرس・■اكسبرس محلي・■اكسبرس محلي
محطة شينجوكو - محطة يويوغي-أويهارا
■محلي
محطة شينجوكو - محطة مينامي-شينجوكو
شركة مترو طوكيو
○خط مارونوأوتشي
محطة نيشي-شينجوكو (M 07) - محطة شينجوكو (M 08) - محطة شينجوكو-سان-تشومه (M 09)
شركة تويي لقطارات الأنفاق
○خط تويي-أويدو
محطة يويوغي (E 26) - محطة شينجوكو (E 27) - 	محطة توتشوماي (E 28)